# Carolyn McCormick
Carolyn Inez McCormick (* 19. September 1959, in Midland, Texas) ist eine US-amerikanische Schauspielerin. Bekannt ist sie für ihre Rolle Dr. Elizabeth Olivet im Law & Order Franchise.

## Leben
McCormick hatte 1985 ihren ersten Filmauftritt in Enemy Mine – Geliebter Feind. Bekanntheit erlangte sie durch ihre Rollen A.D.A. Rita Fiore in der Fernsehserie Spenser (1986–1987) und Dr. Elizabeth Olivet in der Fernsehserie Law & Order, die sie von 1991 bis 2009 innehatte und die ebenfalls in den Serien New York Undercover (1996), Law & Order: Trial by Jury (2005), Criminal Intent – Verbrechen im Visier (2006) und Law & Order: Special Victims Unit (1999–2013) vorkommt. Von 1997 bis 1999 spielte sie die Judith Fitzgerald in der Serie Immer wieder Fitz. Sie hatte etliche weitere Auftritte in Serien, wie etwa in Raumschiff Enterprise: Das nächste Jahrhundert (1988/1990), L.A. Law – Staranwälte, Tricks, Prozesse (1993), Homicide (1996), Practice – Die Anwälte (1998/2003), Für alle Fälle Amy (2001–2004), Cold Case – Kein Opfer ist je vergessen (2007) und Liebe, Lüge, Leidenschaft (2010).
Weitere Filme, in denen sie spielte, sind unter anderem D.C. Cops (1986), Lautloser Regen (1992), Loverboy (2005), Spectropia (2006), Das Lächeln der Sterne (2008), Whatever Works – Liebe sich wer kann (2009), True Nature (2010) und Downtown Express (2011). Für den Fernsehfilm Die Gesetzlosen (1999) gewann sie im Jahr 2000 den Bronze Wrangler Award, den sie sich zusammen mit Amy Adelson, Brandon Stoddard, John Kent Harrison, Andrew Gottlieb, Sam Elliott und Arliss Howard teilt.
Sie ist seit 1994 mit dem Schauspieler Byron Jennings verheiratet und hat mit ihm zusammen zwei Kinder.

## Filmografie
- 1985: Enemy Mine – Geliebter Feind (Enemy Mine)
- 1986: D.C. Cops (Fernsehfilm)
- 1986–1987: Spenser (Spenser: For Hire, Fernsehserie, 22 Folgen)
- 1988: Harrys wundersames Strafgericht (Night Court, Fernsehserie, eine Folge)
- 1988/1990: Raumschiff Enterprise: Das nächste Jahrhundert (Star Trek: The Next Generation, Fernsehserie, zwei Folgen)
- 1991–2009: Law & Order (Fernsehserie, 87 Folgen)
- 1992: Lautloser Regen (Rain Without Thunder)
- 1993: L.A. Law – Staranwälte, Tricks, Prozesse (L.A. Law, Fernsehserie, eine Folge)
- 1994: Opfer seiner Wut (Cries Unheard: The Donna Yaklich Story, Fernsehfilm)
- 1994: Der Zufalls-Dad (A Simple Twist of Fate)
- 1995: Burnzy’s Last Call
- 1996: Homicide (Homicide: Life on the Street, Fernsehserie, zwei Folgen)
- 1996: New York Undercover (Fernsehserie, eine Folge)
- 1997: Francesco’s Friendly World: The Gifts of Christmas
- 1997–1999: Immer wieder Fitz (Cracker, Fernsehserie, 16 Folgen)
- 1998: Starship ’Osiris’ (The Warlord: Battle for the Galaxy, Fernsehfilm)
- 1998: Wishbone’s Dog Days of the West (Fernsehfilm)
- 1998/2003: Practice – Die Anwälte (The Practice, Fernsehserie, zwei Folgen)
- 1999: Tage voller Blut – Die Bestie von Dallas (To Serve and Protect, Miniserie, eine Folge)
- 1999: Die Gesetzlosen (You Know My Name, Fernsehfilm)
- 1999–2018: Law & Order: Special Victims Unit (Fernsehserie, sechs Folgen)
- 2000: Deus Ex (VG)
- 2001–2004: Für alle Fälle Amy (Judging Amy, Fernsehserie, drei Folgen)
- 2002: BloodRayne (VG, Stimme)
- 2002: This Is Not a Chair (Kurzfilm)
- 2002: Ohne jeden Ausweg (Emmett's Mark)
- 2005: Loverboy
- 2005: Law & Order: Trial by Jury (Fernsehserie, eine Folge)
- 2006: Spectropia
- 2006: Criminal Intent – Verbrechen im Visier (Law & Order: Criminal Intent, Fernsehserie, eine Folge)
- 2006: Inspector Mom (Fernsehfilm)
- 2007: Inspector Mom: Kidnapped in Ten Easy Steps (Fernsehfilm)
- 2007: Cold Case – Kein Opfer ist je vergessen (Cold Case, Fernsehserie, eine Folge)
- 2008: Proud Iza (Kurzfilm)
- 2008: Das Lächeln der Sterne (Nights in Rodanthe)
- 2009: Whatever Works – Liebe sich wer kann (Whatever Works)
- 2010: True Nature
- 2010: Liebe, Lüge, Leidenschaft (One Life to Live, Fernsehserie, drei Folgen)
- 2011: Body of Proof (Fernsehserie, eine Folge)
- 2011: Downtown Express
- 2013: Blue Bloods – Crime Scene New York (Blue Bloods, Fernsehserie, eine Folge)
- 2013: That Thing with the Cat
- 2015: The Shells
- 2017: Maggie Black
- 2018: Mapplethorpe
- 2018: Huntress (Kurzfilm)
- 2018–2019: Bull (Fernsehserie, zwei Folgen)
- 2020: Overlook
- 2020: The Good Fight (Fernsehserie, eine Folge)
- 2021: The Last Thing Mary Saw

## Auszeichnungen
- 2000: Bronze Wrangler Award in der Kategorie „Television Feature Film“ für Die Gesetzlosen (geteilt mit Amy Adelson, Brandon Stoddard, John Kent Harrison, Andrew Gottlieb, Sam Elliott und Arliss Howard)